# Orologio pubblico a campane di Brera

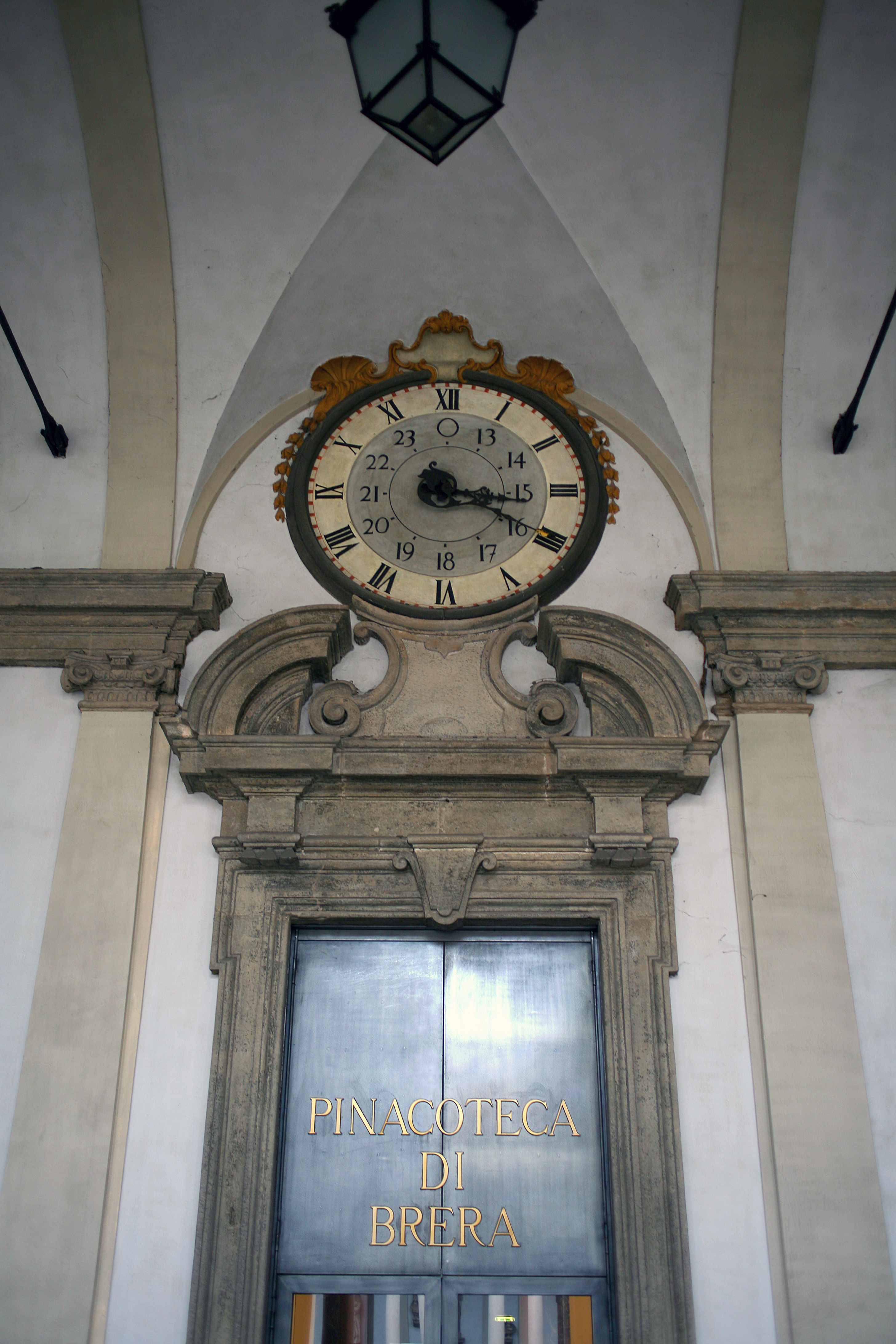
Quadrante dell'orologio pubblico

L'orologio pubblico a campane di Brera è un orologio pubblico di Milano, situato nella loggia superiore del cortile d'onore del palazzo di Brera. Inizialmente fu installato per regolare l'entrata e l'uscita degli studenti che frequentavano il collegio. Tra il XVIII e il XIX secolo fu il principale riferimento per gli altri orologi cittadini.

## Storia

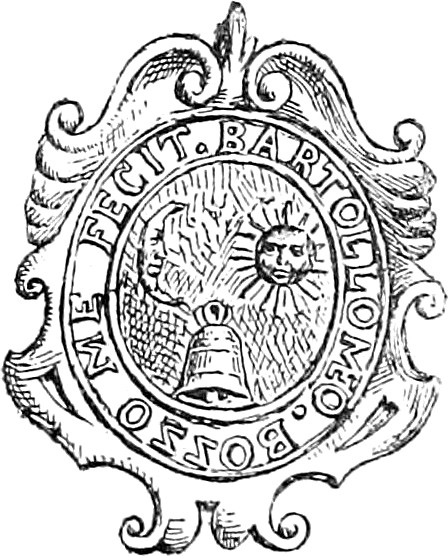
Marca del fonditore Bartolomeo Bozzo

Un primo orologio era sicuramente presente già quando era un collegio di Gesuiti, che doveva regolare gli orari delle lezioni tramite il suono delle campane.
Le due campane esistenti, fuse e gettate da Bartolomeo Bozzo, milanese, risalgono al 1743-1744, ma non è noto l'anno esatto di entrata in servizio.
La campana minore, datata 1743, riporta l'iscrizione ✠ A FVLMINE ET TEMPESTATE LIBERA NOS DOMINE mentre la maggiore, datata 1744, ha l'iscrizione ✠ SANCTA MARIA ORA PRO NOBIS.
Il quadrante, circolare e del diametro di due metri, si affaccia sul cortile d'onore al centro della parete di fondo del Loggiato, al termine dello scalone richiniano e si presenta con due fasce segna-ore concentriche, la più interna con numero arabi dalle 13 alle 0, l'esterna con numeri romani dall'I al XII. Le due lancette in latta sono rinforzate da un sottile profilato di ferro piatto.

### L'oraitalicae l'oraoltramontana
A Milano fino al XVIII secolo era in uso l'ora italica, un sistema di suddivisione della giornata in 24 ore a partire dal tramonto. Un orologio pubblico meccanico esisteva a Milano almeno dal 1335, quando secondo Galvano Fiamma fu realizzato quello della chiesa di San Gottardo in Corte che suonava il numero di rintocchi corrispondente all'ora, cosa «che è della più grande utilità per la gente di ogni condizione».
Nel 1786 il Governò decise di passare al sistema moderno, detto oltramontano o alla francese, che faceva corrispondere le ore 12 al passaggio del sole in corrispondenza del meridiano del luogo. Per farlo diede ordine agli astronomi dell'Osservatorio astronomico di Brera di realizzare una meridiana ufficiale nel Duomo di Milano che servisse di riferimento; vennero create anche tavole di passaggio dal vecchio al nuovo sistema.
Inoltre, su richiesta governativa inviata da Cesare Beccaria (che pochi anni prima si era occupato della riforma delle unità di misura), l'orologio a Brera venne sostituito con un nuovo meccanismo a pendolo che doveva servire come riferimento per gli altri orologi pubblici di Milano.
Il Regio Imperiale Supremo Consiglio di Governo, ritenuta la provvidenza data perché l'orologio del Regio Ginnasio di Brera sia regolato alla francese, ossia secondo lo stile oltramontano, incarica li Regi Astronomi di Brera di sostituire al vecchio e mal organizzato orologio attuale un altro migliore, da costruirsi sotto la direzione dell'artista Meghele e Giusti stipendiati a tal oggetto. Affine poi di assicurare in tutte le sue parti l'esattezza e precisione, s'ingiunge agli stessi Astronomi di formare coll'opera di detti due artefici un orologio a pendolo, e misurato col moto medio, per potervi applicare l'equazione del tempo e avere l'orologio costantemente regolato col sole, restando loro affidata la cura e direzione, perché successivamente siano entrambi gli orologi ben regolati, e abilitandoli a valersi dell'opera di detto Meghele, il quale oltre il salario, gode la gratuita abitazione in Brera, onde così possa l'orologio registrato alla francese servire di modello per gli altri della città.
Beccaria Ex Consilio Gubernii»

### L'orologio di Antonio Torri
Il meccanismo del 1786, dopo alcune manutenzioni, fu sostituito nel 1844 da un nuovo orologio realizzato da Antonio Torri (1770-1844), noto orologiaio milanese.

## Dismissione e successivo restauro
Tra 7 e 8 agosto 1943 il palazzo di Brera fu colpito da un vasto bombardamento anglo-americano che distrusse le sofisticate apparecchiature che erano utilizzate dall'Osservatorio di Brera per stabilire l'ora media nazionale (il servizio fu trasferito all'Istituto elettrotecnico nazionale Galileo Ferraris). Ne risentì anche l'orologio pubblico che dopo alcuni anni cessò di funzionare.
In seguito a ristrutturazioni e alla mancanza di una manutenzione, il meccanismo del 1844 venne smantellato ed eliminato il pozzo per lo scorrimento dei pesi.
Tra il 2001 e il 2003, a cura dell'associazione ARASS-Brera, venne realizzato il completo restauro dell'orologio, sia il meccanismo sia il quadrante presente nella loggia superiore. Venne anche restaurata e ripristinata la torretta con le campane (oggi silenziate), che era stata rimossa per pericolo di cedimenti.